# Lamballe-Armor
Lamballe-Armor é uma comuna francesa na região administrativa da Bretanha, no departamento de Côtes-d'Armor. Estende-se por uma área de 130.65 km². Em 2010 a comuna tinha 17 216 habitantes (densidade: 131,8 hab./km²).
Foi criada em 1 de janeiro de 2019, após a fusão das antigas comunas de Lamballe (sede), Morieux e Planguenoual.